# Рануччо II Фарнезе (герцог Пармский)
Рануччо II Фарнезе (итал. Ranuccio II Farnese; 17 сентября 1630[…], Парма — 11 декабря 1694[…], Парма) — шестой герцог Пармы и Пьяченцы с 1646 года из рода Фарнезе. Сын герцога Одоардо Фарнезе (герцог Пармский) и Маргариты Медичи.

## Начало правления
Рануччо II занял Пармский престол будучи ещё несовершеннолетним, поэтому до 1648 года герцогством управляли регенты в лице его матери Маргариты Медичи и дяди кардинала Франческо Марии Фарнезе. Французское правительство для возобновления союза с Фарнезе предложило юному герцогу руку одной из племянниц кардинала Мазарини; несмотря на явное экономическое преимущество такого брака (приданое потенциальной невесты составляло 500 000 скуди, а герцогство Парма отчаянно нуждалось в деньгах), Рануччо отклонил французскую партию из-за невысокого политического статуса невесты. В продолжавшейся до 1659 года франко-испанской войне герцогу Пармы удалось сохранить нейтралитет, хотя он был вынужден разрешить проход через свою территорию войскам воюющих сторон.

## Вторая война за Кастро (1649) и потеря герцогства
17 апреля 1648 года папа Иннокентий X назначил новым епископом герцогства Кастро Кристофоро Джьярда, не согласовав его кандидатуру с Рануччо II, запретившим прелату вход в город до согласования его назначения с Ватиканом. В течение следующего года вопрос так и не был решен, в результате папа постановил епископу Кастро находиться в своем диоцезе. 18 марта 1649 на пути из Рима в Кастро вблизи города Монтерози Джьярда был убит. Иннокентий X обвинил Рануччо II причастным к этому преступлению, приказав начать расследование.
Однако благодаря интригам семейства Барберини, а также Олимпии Майдалькини, невестки папы, Иннокентий X объявил Рануччо II войну. Герцогство было оккупировано, а войско Рануччо II разбито; осажденный папскими войсками город Кастро капитулировал 2 сентября 1649 года, после чего герцог бежал в Парму. В 1650 году по приказу папы город был разрушен (включая кафедральный собор), художественные ценности разделены между представителями римского дворянства. Резиденция епископа была перенесена в город Аквапенденте.
В последующие годы Рануччо II пытался вернуть территорию Кастро под своё управление. Согласно Пиренейскому мирному договору 1659 года между Францией и Испанией герцогство Кастро было признано владением Папского государства, с оговоркой, что Рануччо II может выкупить эту территорию в течение восьми лет. Усилия герцога собрать необходимые деньги не увенчались успехом — представленная им в 1666 году сумма в более чем 800 000 скуди была отвергнута курией как недостаточная, что окончательно лишило Фарнезе возможности возвратить принадлежавшие им земли.

## Интересные факты
- Рануччо II Фарнезе был тонким ценителем музыки и театра. По его заказу свои оперы и балеты создал итальянский скрипач-виртуоз и композитор Марко Учеллини.

## Браки и дети
Рануччо II Фарнезе был женат трижды:
1. с 29 апреля 1660 года на Маргарите Виоланте (1635—1663), принцессе Савойской, дочери герцога Савойского Виктора Амадея I и Кристины Французской. В браке родились дочь (1661) и сын (1663), оба умершие в младенчестве;
2. с 18 февраля 1664 года на Изабелла д’Эсте (1635—1666), принцессе Моденской, своей двоюродной сестре, дочери герцога Моденского Франческо I д’Эсте и Марии Екатерины Фарнезе. В браке родились трое детей:
- Маргарита Мария (1664—1718), с 1692 года супруга герцога Модены Франческо II д'Эсте;
- Тереза (1665—1702), монахиня ордена бенедиктинцев в монастыре при церкви Сант Алессандро в Парме;
- Одоардо (1666—1693), наследный принц Пармы в 1666—1693 гг., отец испанской королевы Изабеллы Фарнезе;

3. с 1 октября 1668 года на Марии д’Эсте (1644—1684), принцессе Моденской, своей двоюродной сестре, дочери герцога Моденского Франческо I д’Эсте и Марии Екатерины Фарнезе. В браке родились девять детей, лишь трое из которых достигли зрелого возраста:
- Изабелла Франческа Мария Лючия (1668—1718), монахиня ордена бенедиктинцев в монастыре Санта Мария ди Кампанья в Пьяченце;
- Франческо (1678—1727), герцог Пармы и Пьяченцы в 1694—1727 гг.;
- Антонио (1679—1731), герцог Пармы и Пьяченцы в 1727—1731 гг.